# Faskinkniv

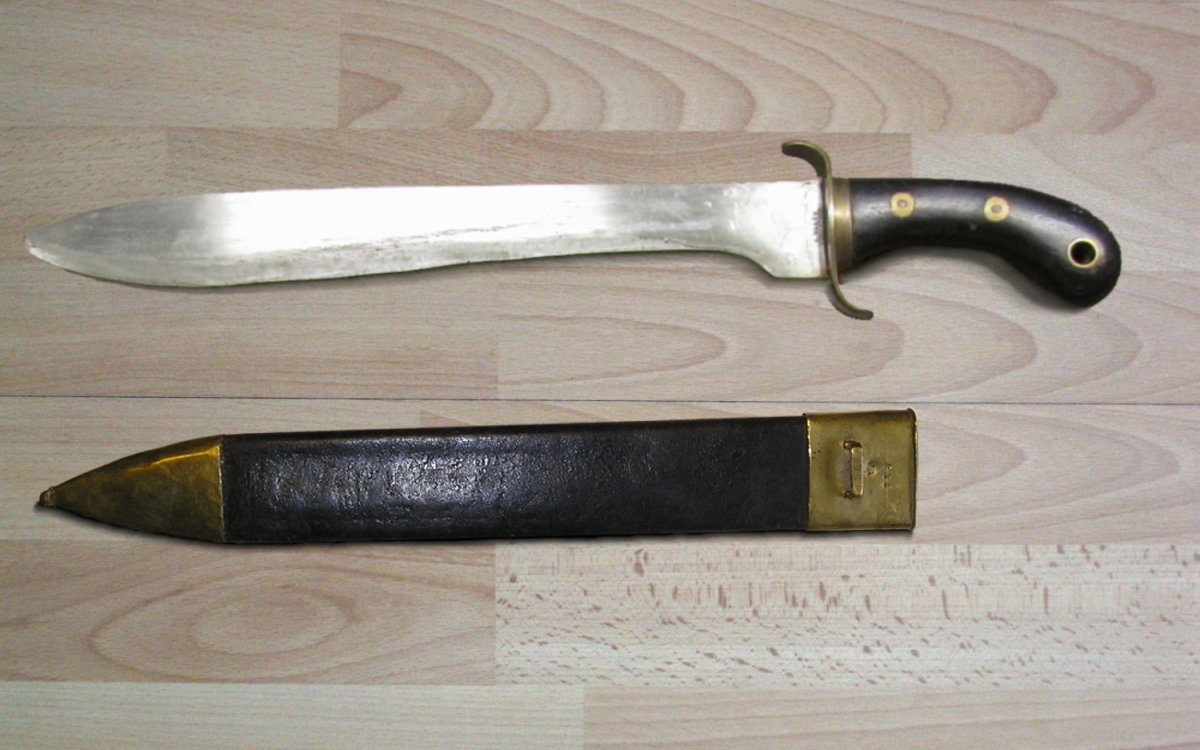
Svenska arméns faskinkniv m/1848.

Livgehäng till faskinkniv, 1890.

Faskinkniv är en stor och tung kniv, stundom saxslipad eller tveeggad, som kan användas både som huggvapen och som huggverktyg. Bladets utformning gör att tyngdpunkten hamnar långt fram vilket ger tyngd i huggen.
Namnet kommer av att kniven användes för att hugga ris till så kallade faskiner, men det var också ett effektivt närstridsvapen. 
I Sverige ersatte faskinkniven huggaren som sidovapen för infanteriet och användes under hela senare hälften av 1800-talet innan den ersattes med bajonetten till gevär m/96 när det togs i tjänst.